# Guatemalica hueti
Guatemalica hueti är en skalbaggsart som beskrevs av Louis Alexandre Auguste Chevrolat 1870. Guatemalica hueti ingår i släktet Guatemalica och familjen Cetoniidae. Inga underarter finns listade i Catalogue of Life.